# Steven Nzonzi
Steven N'Kemboanza Mike Christopher Nzonzi, född 15 december 1988 i La Garenne-Colombes, är en fransk fotbollsspelare som spelar för turkiska Konyaspor. Han har även representerat det franska landslaget.

## Klubbkarriär
I januari 2017 förlängde Nzonzi sitt kontrakt i Sevilla fram till sommaren 2020.
Den 14 augusti 2018 värvades han av italienska Roma, där han skrev på ett fyraårskontrakt. Den 16 augusti 2019 lånades han ut till turkiska Galatasaray på ett låneavtal över säsongen 2019/2020. Den 31 januari 2020 lånades han istället ut till Rennes på ett låneavtal över resten av säsongen 2019/2020 och därefter med option på ytterligare ett år.
Den 28 september 2021 gick Nzonzi på fri transfer till Al Rayyan, där han skrev på ett tvåårskontrakt. Den 25 augusti 2023 värvades han av turkiska Konyaspor.

## Landslagskarriär
Nzonzi vann VM-guld med Frankrike i VM 2018.